# 세르게이 알레이니코프
세르게이 예브게니예비치 알레이니코프(벨라루스어: Сярге́й Яўге́ньевіч Але́йнікаў 샤르헤이 야우헤니예비치 알레이니카우, 러시아어: Серге́й Евге́ньевич Але́йников, 1961년 11월 7일~)는 벨라루스의 축구 선수, 지도자이다. 현역 시절 포지션은 미드필더였다.
알레이니코프는 1981년 FC 디나모 민스크에서 선수 생활을 시작해, 1982년 팀의 유일한 소련 탑 리그 우승을 경험하였고, 1989년까지 220경기에 출전해 33골을 기록하였다. 1989년 이탈리아 세리에 A의 유벤투스 FC로 이적하였으며, 1989-1990 시즌 UEFA 컵과 코파 이탈리아 우승을 맛봤다. 그 후 US 레체, 일본 J리그의 감바 오사카, 스웨덴의 IK 오데볼드를 거쳐 세리에 D 팀에서 은퇴하였다.
은퇴 이후에는 하부 리그 팀들과 유스를 지도하였으며, 2003년 러시아 프리미어리그의 토르페도 메탈루르크 모스크바의 감독이 되었으나, 8경기만에 해임되었다. 2004년에는 UEFA 주빌리 어워드 시상식에서 벨라루스 축구 협회에 의해 벨라루스의 과거 50년간 최우수 선수로 선정되었다.
소련 축구 국가대표팀에서는 1984년부터 1991년까지 73경기에서 6골을 넣었으며, 1984년 서독과의 경기에서 국제 경기에 데뷔하였다. 소련이 준우승한 UEFA 유로 1988에는 5경기 모두 출장했으며, 소련의 붕괴 후에는 1992년 독립국가연합 축구 국가대표팀에서 4경기, 1992년부터 994년까지 벨라루스 축구 국가대표팀에서 4경기에 출전하였다.
알레이니코프는 2007년부터 2008년까지 이탈리아의 아마추어 클럽 NK 크라스를 지휘하였으며, 현재 레체에 살고 있다. 그의 아들 아르투르(1991년~)는 아버지의 뒤를 이어 축구 선수로 활동하고 있다.